# Argusia
Argusia es un género de plantas con flores perteneciente a la familia Boraginaceae. Comprende cuatro especies.
GRIN-Global considera a Argusia Boehm. sinónimo del género Heliotropium L., pero Catalogue of Life, Plants of the World Online o GBIF lo consideran sinónimo de Tournefortia L.

## Especies seleccionadas
- Argusia argentea
- Argusia gnaphalodes
- Argusia sibirica
- Argusia sogdiana